# Naturschutzgebiet Aremberg

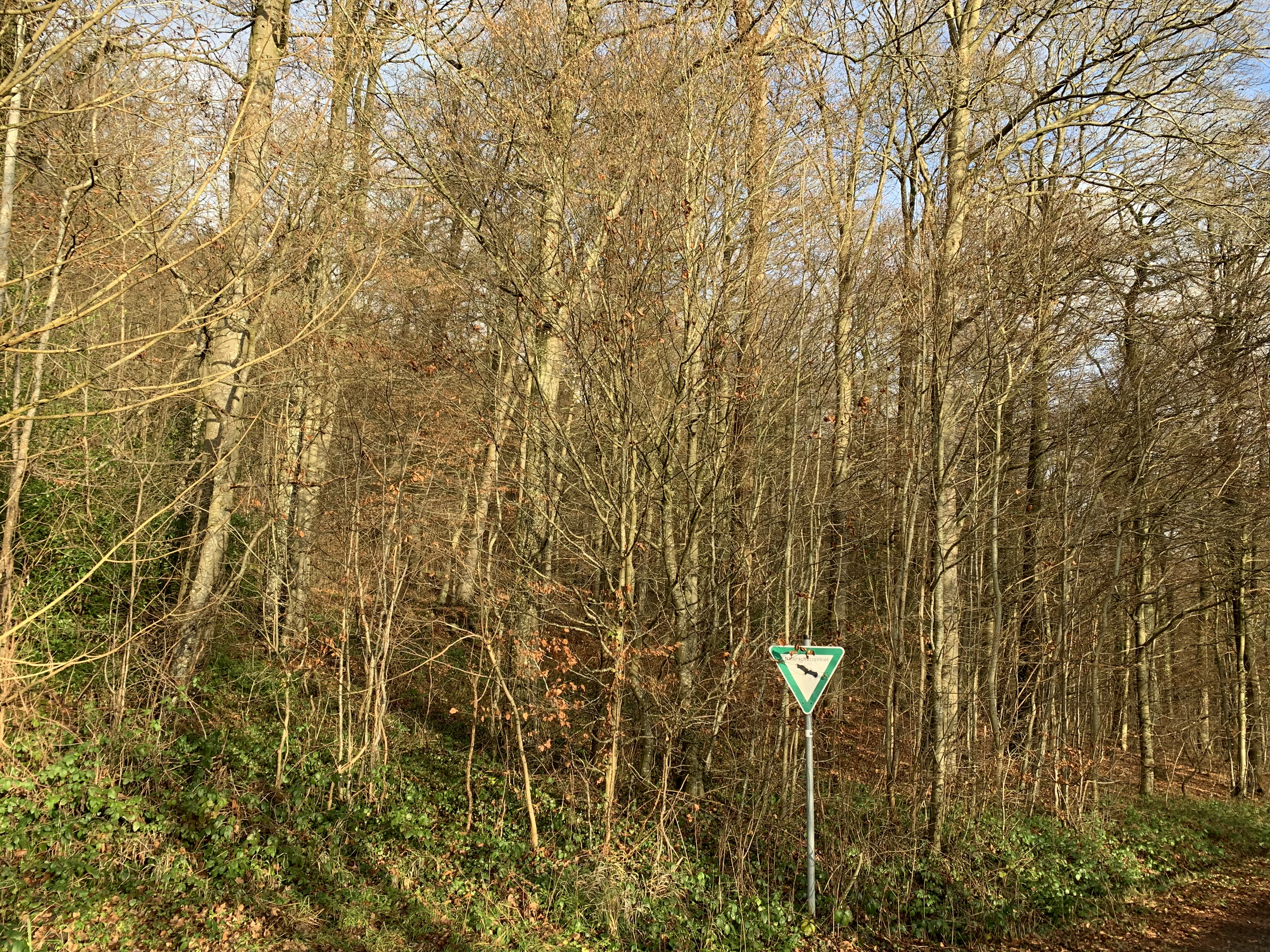
NSG Aremberg

Das Naturschutzgebiet Aremberg umfasst den Aremberg, den höchsten Gipfel des Ahrgebirges. Es liegt in der Gemarkung Aremberg im Landkreis Ahrweiler in Rheinland-Pfalz und wurde per Verordnung der Bezirksregierung Koblenz vom 24. Oktober 1977 ausgewiesen.
Schutzzweck ist, wie es in der Verordnung heißt, „die Erhaltung des tertiären Vulkankegels mit seiner Burgruine aus geschichtlichen und geologischen Gründen; gleichzeitig als Standort seltener Pflanzen sowie als Lebensraum in ihrem Bestand bedrohter und seltener Tierarten aus wissenschaftlichen Gründen“.  In einer weiteren Verordnung vom 18. Dezember 1978 wurde das Schutzgebiet von seiner ursprünglichen Größe von 50 Hektar auf 130 Hektar erweitert.
Siehe auch: Liste der Naturschutzgebiete im Landkreis Ahrweiler